# Rômulo Cardoso
Rômulo Cardoso, auch kurz Rômulo (* 8. Februar 2002 in Marialva; voller Name Rômulo José Cardoso da Cruz) ist ein brasilianischer Fußballspieler. Er steht seit August 2025 beim deutschen Fußballverein RB Leipzig unter Vertrag.

## Karriere
Rômulo Cardoso ist ein 1,93 Meter großer und rechtsfüßiger Offensivspieler und agiert vor allem als Mittelstürmer und kann auch im offensiven Mittelfeld mit seinen Spielmacher-Qualitäten spielen. Er ist ein technisch-geschickter, taktisch-bewusster Fußballspieler und vehält sich vor dem gegnerischen Tor abgeklärt. Als beweglicher Offensivspieler mit starker Physis sorgt er in der Süper Lig für Gefahr bei defensiven Gegenspielern mitunter seinem bedrohlichen Konterspiel. Zu seinen weiteren Stärken zählen sein Pressingspiel, Dribbling, den Ball zu halten beziehungsweise zu verteidigen und auch für Mitspieler Torschüsse zu kreieren, mitunter anderem Zuspiele per Steilpass. Zu seinen Schwächen zählen seine Ballkontrolle, Flanken und Zweikämpfe in der Luft.

### Vereine

#### Anfänge in den Nachwuchsabteilungen
Rômulo Cardoso kam 2002 in der Mittelstadt Marialva des brasilianischen Bundesstaats Paraná zur Welt. Er begann in der Metropolregion Maringá mit dem Fußballspielen. Nachdem er der dritterfolgreichste Torschütze der U17-Staatsmeisterschaft von Paraná 2018 wurde, wechselte er über die Jugendabteilung von Maringá FC im Oktober 2018 in die Hauptstadt von Paraná zur U17-Jugend des brasilianischen Erstligisten Club Athletico Paranaense (CAP). Bei der brasilianischen U17-Nationalmeisterschaft 2019 trug Rômulo mit erzielten vier Toren zu drei Spielsiegen und zu einem Remis bei und wurde mit seiner U17-Junioren Gruppendritter der U17-Meisterschaftsvorrunde und erreichten das Viertelfinale der U17-Meisterschaftsfinalrunde. Am Saisonende 2019 gehörte er zu den zehn erfolgreichsten Torschützen der U17-Nationalmeisterschaft-Saison an. Im Januar 2020 nahm Rômulo mit 17 Jahren am U19-Juniorenturnier Copa São Paulo de Futebol Júnior teil und kam vor allem als Einwechselspieler zu Einsätzen und erreichte mit seiner Mannschaft das Viertelfinale.
Im weiteren Verlauf des Jahres 2020 nahm er mit 18 Jahren an der brasilianischen U20-Nationalmeisterschaft teil und trug mit seinen Torbeteiligungen in der U20-Meisterschaftsvorrunde zu zwei Spielsiegen und zu einem Remis bei. In der folgenden U20-Meisterschaftsfinalrunde erzielte Rômulo im Meisterschaftsfinal-Rückspiel als Jokerspieler in der Schlussphase die 1:0-Führung beziehungsweise den Rückspielsieg innerhalb der regulären Spielzeit, womit er die 1:2-Meisterschaftsfinal-Hinspielniederlage egalisierte und seine U20-Mannschaft in das spielentscheidende Elfmeterschießen rettete. Dort erzielte er als Erstelfmeterschütze seinen Elfmeter und unterlag trotzdem mit seiner Mannschaft und musste sich mit dem U20-Vizemeistertitel zufriedengeben. Nebenbei beendete Rômulo die U20-Meisterschaftssaison als erfolgreichster Jokerspieler.
In der Folgesaison entwickelte er sich innerhalb der U20-Mannschaft und der U20-Nationalmeisterschaft-Saison 2021 zu den Schlüssel- und Topspielern, währenddessen erhielt er eine vorzeitige Vertragsverlängerung bis Juli 2024. Mit erzielten 14 Toren in 21 Meisterschaftsspielen trug Rômulo zu sechs Spielsiegen und zu drei Remis bei, darüber hinaus war er am Saisonende der Vize-Torschützenkönig der U20-Nationalmeisterschaft-Saison 2021.

#### Erste Profijahre bei CAP
Anfang September 2021 wurde Rômulo mit 19 Jahren nach seinen torreichen Leistungen in der U20-Mannschaft während der brasilianischen U20-Nationalmeisterschaft 2021 erstmals in den Profispielkader nominiert, für das Halbfinal-Hinspiel der Staatsmeisterschaft von Paraná 2021, ohne Einsatz. Im weiteren Verlauf des Jahres kam Rômulo im letzten Saisonsechstel der Campeonato Brasileiro Série A 2021 im November als Einwechselspieler zu seinem ersten Profieinsatz. Des Weiteren gehörte er im Dezember zum Finalspielkader des Copa do Brasil 2021 der Profis an, wobei er zu keinem Einsatz kam und seine Mannschaft unterlag im Pokalfinale.
Bei der Staatsmeisterschaft von Paraná 2022 kam Rômulo primär als Startformationsspieler zum Einsatz und spielte mit erzielten sechs Toren als dritterfolgreichster Torschütze der Staatsmeisterschaft-Saison auf. Des Weiteren erreichte er mit seiner Mannschaft das Finalrunden-Halbfinale, womit er auch zur erfolgreichen vorzeitigen Qualifikation zur 3. Pokalrunde des Copa do Brasil 2023 beitrug. Im Südsommer 2022 kam er auch im Recopa Sudamericana zum Einsatz, wobei er mit einer Torvorlage beteiligt war und unterlag mit seiner Mannschaft in den Finalspielen gegen Palmeiras São Paulo. Nach seinen Leistungen bei Recopa Sudamericana und der Paraná-Staatsmeisterschaft erhielt er im Mai erneut eine vorzeitige Vertragsverlängerung, diesmal bis Ende 2025. Bei Copa do Brasil 2022 erreichte Rômulo mit CAP das Viertelfinale, wobei er im Achtelfinal-Rückspiel in der vierten Minute der Nachspielzeit als Jokerspieler das entscheidende 2:1-Siegtor erzielte und somit endgültig für den Viertelfinaleinzug seiner Mannschaft sorgte.

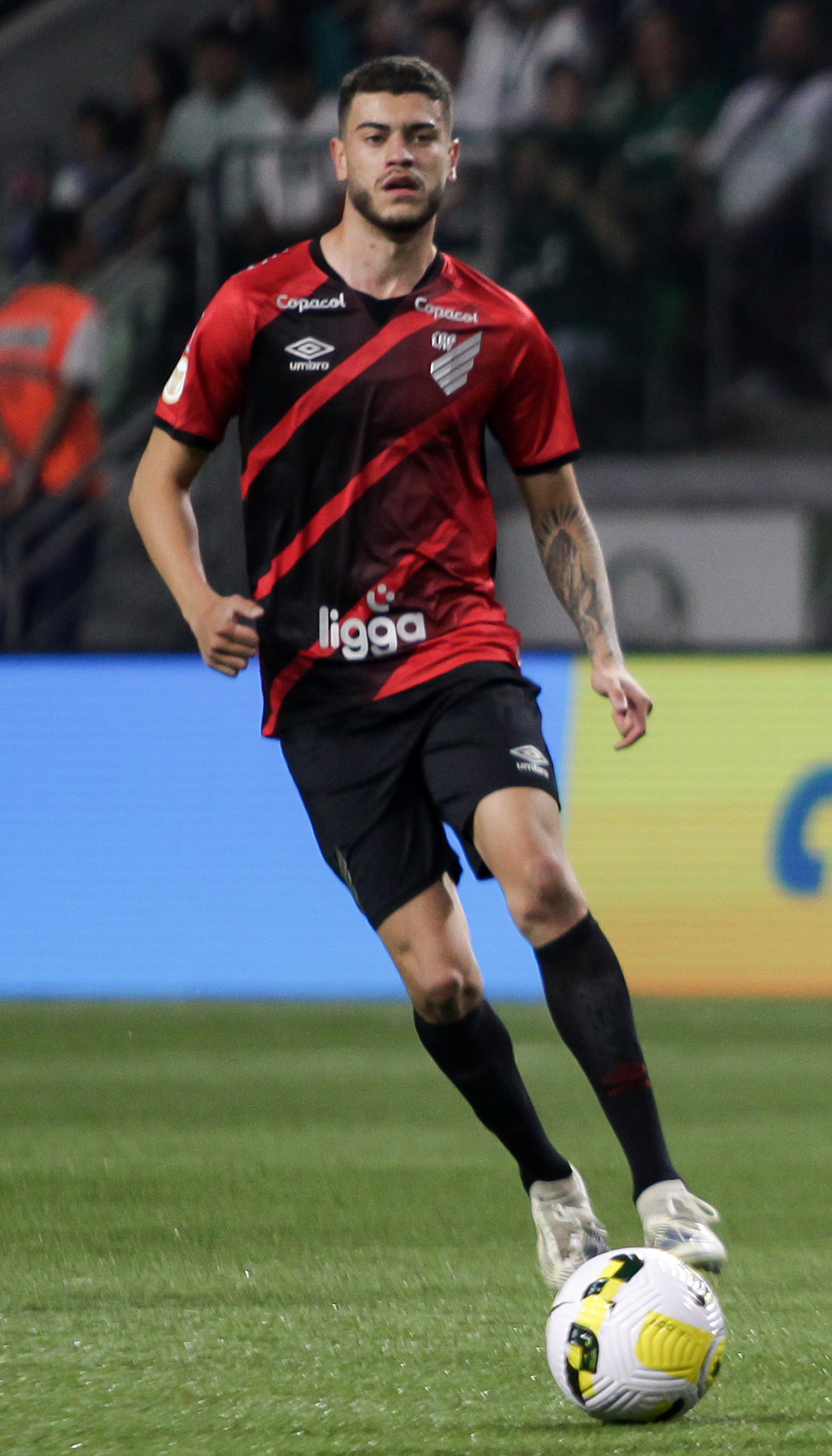
Rômulo Cardoso im Ligaspieleinsatz (2022)

Bei Copa Libertadores 2022 kam Rômulo vor allem als Einwechselspieler zum Einsatz, dabei trug er im Achtelfinal-Rückspiel mit seinem Ausgleichstor in der Nachspielzeit zum 1:1-Endstand, damit wendete er die Verlängerung ab und sorgte für den Viertelfinaleinzug. Später erreichte er mit CAP unter dem Cheftrainer Luiz Felipe Scolari das Copa-Libertadores-Finale und unterlagen im Oktober dort dem Finalgegner Flamengo Rio de Janeiro in Unterzahl nach einem Feldverweis. In Campeonato Brasileiro Série A 2022 kam Rômulo anfänglich gelegentlich zu Einsätzen und ab gegen Ende Juni gehörte er regelmäßig zum Stammkader an, dabei kam er häufiger zum Einsatz und primär als Einwechselspieler und gelegentlich auch als Startformationsspieler. In der Saison 2022 absolvierte er insgesamt 51 Pflichtspieleinsätze, dabei erzielte er neun Tore und gab fünf Torvorlagen.
In der Saison 2023 konnte Rômulo mit 21 Jahren an seine Leistungen aus dem Vorjahr nicht anknüpfen und hatte zwischen Mai und August mit unter anderem Oberschenkelproblemen zu kämpfen und verletzte sich im November, woraufhin er temporär nicht für den Spielkader berücksichtigt wurde. Bis zum Saisonende 2023 kam er zu 28 Pflichtspieleinsätzen mit zwei Torbeteiligungen. Mit seinen wenigen Torbeteiligungen trug Rômulo zu zwei Spielsiegen in der Gruppenphase der Copa Libertadores 2023 bei, somit auch zum Gruppensieg seiner Mannschaft bei. Nach Saisonbeginn 2024 gehörte er in der Staatsmeisterschaft von Paraná 2024 nicht regelmäßig zum Stammkader seiner Mannschaft an und nach nur einem Einsatz entschied er sich gegen einen weiteren Verbleib bei CAP.

#### Wechsel ins Ausland
Im Februar 2024 wechselte Rômulo auf Leihbasis inklusive einer Kaufoption in die Türkei zum Zweitligisten und Aufstiegsaspiranten Göztepe Izmir. Vier Tage später nach Bekanntgabe seines Wechsels gab er als Einwechselspieler seine Göztepe-Spielpremiere und trug auf Anhieb entscheidend mit seinen beiden Torbeteiligungen zum 2:0-Auswärtssieg bei, gegen Bandırmaspor. Danach etablierte sich Rômulo im restlichen Rückrundenverlauf der Saison 2023/24 in der Startformation Göztepes und trug mit seinen weiteren Torbeteiligungen aktiv zu vier weiteren Spielsiegen bei, womit er zu den Leistungsträgern angehörte und auch zum vorzeitigen Direktaufstieg und zum Vizemeistertitel der zweithöchsten Ligaprofispielklase der Türkei, TFF 1. Lig, beitrug.
Zur Süper-Lig-Saison 2024/25 entschieden sich die Göztepe-Verantwortlichen im Juli 2024 die Leihe von Rômulo bis zum Saisonende 2024/25 zu verlängern und bewahrten weiterhin die Kaufoption über ihn. In der Hinrunde 2024/25 der Süper Lig bewährte sich Rômulo im Alter von 22 Jahren als Mittelstürmer in der höchsten Ligaprofispielklase der Türkei beziehungsweise elfstärksten Nationalliga des Weltfußballs nach Auffassung von IFFHS, indem er mehr Tore erzielte als in der vergangenen Rückrunde für Göztepe und unter anderem jeweils ein Tor gegen die Meisteraspiranten Fenerbahçe, Galatasaray und Europapokalteilnehmeraspiranten Samsunspor erzielte. Nach der Hinrunde entschieden sich die Göztepe-Verantwortlichen im Januar 2025 die Kaufoption zu nutzen, um ihn für 2,5 Millionen Euro Ablöse fest zu verpflichten. Rômulo erhielt von Izmirern einen Vertrag bis 2028.
Durch seine Süper-Lig-Hinrunden-Leistungen als Topspieler seiner Mannschaft stieg er zum Publikumsliebling der Göztepe-Anhängerschaft auf. In der Rückrunde beziehungsweise zweiten Saisonhälfte fiel Rômulo im Februar 2025 temporär verletzungsbedingt für wenige Wochen aus, danach trug er wieder mit seinen erzielten Toren und Torvorlagen zu vereinzelten Punktgewinnen seiner Mannschaft bei. Mit einem erzielten Hat-trick im April 2025 trug er sogar im Viertelfinale des türkischen Pokals gegen den Pokaltitelverteidiger Beşiktaş Istanbul entscheidend zum Pokal-Halbfinaleinzug seiner Mannschaft bei. In der Saison 2024/25 fiel Rômulo mit seinen offensiven Leistungen in der Türkei besonders gegen die drei Istanbuler Topmannschaften auf und gehörte am Saisonende vom Leistungsrating her zu den Topspielern der Süper-Lig-Saison an, mit unter anderem 22 Scorerpunkten.
Im August 2025 in der europäischen Wechselperiode wechselte der Göztepe-Publikumsliebling Rômulo zum deutschen Bundesligisten RB Leipzig für eine fixe Ablösesumme in Höhe von 20 Millionen Euro. Er erhielt bei den Leipzigern einen Vertrag bis 2030 und soll deren Stürmerabgang von Benjamin Šeško ersetzen.

## Erfolge und Bestleistungen
- Vereine
  - mit Athletico Paranaense
    - U20-Nachwuchsmannschaft
      - Brasilianische U20-Meisterschaft: Vizemeister 2020[28]

    - Profimannschaft
      - Copa do Brasil: Finalist 2021 (ohne Einsatz)
      - Copa Libertadores: Finalist 2022[14]
      - Staatsmeisterschaft von Paraná: Sieger 2023, 2024 1

  - mit Göztepe Izmir
    - Aufstieg in die Süper Lig als Vizemeister der TFF 1. Lig ( ▲): 2023/24[14]
- Individuell 
  - Brasilianische U20-Meisterschaft
    - Erfolgreichster Jokerspieler: 2020[11]
    - Vize-Torschützenkönig: 2021[12]